# トラブル・バスター
『トラブル・バスター』とは、景山民夫によるハードボイルド小説。雑誌『BRUTUS』に連載後、マガジンハウスで単行本刊行。続編が徳間書店から。1990年に漫画化されて、1996年8月に映画化されている。

## 概要
『トラブル・バスター』は、景山民夫によるハードボイルド小説で、テレビ局の裏側で起こる様々な揉めごとを処理する係となった元テレビディレクターの奮闘を描く小説。
- 雑誌『BRUTUS』に1986年12月1日号から1988年2月1日号まで連載。単行本1988年5月刊行。
- 続編が『BRUTUS』に1989年2月1日号から同年10月1日号まで連載。単行本1989年12月14日刊行。
- さらに徳間書店に移り、雑誌『グッズプレス(GoodsPress)』1991年6月号から1992年5月号に連載し、単行本『国境の南 - トラブルバスター3』1992年8月31日刊行。
- 雑誌『グッズプレス(GoodsPress)』1993年11月号から1994年11月号に連載し、単行本『九月の雨 - トラブルバスター4』1995年1月31日刊行

1990年7月に高寺彰彦の作画で漫画化され、主婦と生活社の雑誌『コミックGiga（ギガ）』に連載した。小説第一巻の部分に相当する。また同文書院から1996年3月に単行本コミック(Dobun comics)で刊行された。
1996年8月に松竹で、「さすらいのトラブルバスター」の題名で映画化されている。
景山は自作解説で「小説でTVの現状をある程度知っていただきたいのと、本当の方向性みたいなものを多少示唆したい。」「あくまでもフィクションであるという前提に立っていますから、20年間の放送作家時代の恨みつらみを全部ここに出してる。」「この小説のテレビ化の話もずいぶんいただいたけど結局最後の詰めの段階でうまく話がまとまらない。」とコメントしている。

## 登場人物
宇賀神 邦彦 （うがじん くにひこ）
東京にあるテレビ局、関東テレビの「総務部総務課制作庶務分室」所属になった元ディレクター。元いた部署第二制作局の直属の上司、田所局長にいまだにこき使われている。テレビ局の裏側で起こる厄介な揉めごとを処理する係として走り回る。彼に対して「トラブル・バスター」という新語が出来て、既に関東テレビ局内で定着してしまっている。
まだ40歳前なのに薄くなり出した髪の毛を隠すためかアポロキャップを持ち歩き、レイバンのサングラスが必需品。妻とは離婚し独身。愛車1975年型マスタングに乗り都心の裏道をくぐり抜ける。
田所局長
宇賀神を事あるごとにこき使う元上司。関東テレビの制作局長。宇賀神のいる庶務分室プレハブを見下ろす新社屋5階から四六時中彼を監視しながら、面倒事が起きるたびに彼を呼び出して、お決まりのセリフで怒鳴りつけて仕事を言い渡す「宇賀神か?！バカヤロー！」

## 漫画
漫画版『トラブル・バスター』 は、高寺彰彦の作画で製作され、主婦と生活社の漫画雑誌『コミックGiga（ギガ）』に連載した。1990年7月10日号（創刊号）から同年9月11日号まで前半部分掲載。後半は1990年11月13日号から1991年1月22日号まで掲載。この前半部分が総集編として『コミックGiga（ギガ）』増刊号1990年11月5日号に掲載。また同文書院から1996年3月に単行本コミック(Dobun comics)で刊行された。
内容は小説第一巻の部分に相当する。
- ISBN 4-8103-9206-6
単行本コミックスの巻末に、原作者の景山民夫による「宇賀神とＫ氏」と題する2ページの裏話がのっている。宇賀神のモデルになった実在の人物のことが書かれてあり、テレビ局のディレクターでゴールデンタイムのバラエティーショーを4回も、ことごとく失敗し仕事を干されていたとのこと。ところが『トラブル･バスター』の第一巻の単行本が書店に並ぶのとほぼ同時に、なんとＫ氏はプロデューサーとして現場復帰して、視聴率30%を超す大ヒットのバラエティー番組を生み出し、宇賀神とは別の人生を進むことになったという[3]。

小説第二巻『トラブル・バスター2』の部分も、藤原カムイの作画で漫画化されたが単行本化は不明。

## 映画
映画『さすらいのトラブルバスター』 とは、景山民夫の小説「トラブル・バスター」を原作とする日本映画。松竹配給にて1996年8月10日に公開された。テレビ局の裏側で起こる様々な揉めごとを処理する係となった元テレビディレクターの奮闘を描くコメディ作品。「釣りバカ日誌8」と併映された。
景山の小説「トラブル・バスター」が原作となっているが、映画の脚本は、西岡琢也と井筒和幸によるもので、原作のハードボイルド作風ではなく、ギャグ・コメディ路線の基本的な人物設定を流用したまったくの別物と言っていい。

### キャスト
- 鹿賀丈史：宇賀神邦彦
- 村田雄浩：小林ひかる
- 小林恵：春風環
- 山城新伍：田所局長
- 久本雅美：秀子
- 宍戸錠：日の丸プロ社長
- 九十九一：福村
- 白石ひとみ：ケバい久美子
- ブラザー・トム：司会者の古賀
- 秋野暢子：宇賀神の元女房
- 小木茂光：チーフディレクター
- 螢雪次朗
- 笹野高史
- 木下ほうか
- 金井大
- 柴田理恵
- 大神いずみ
- 魚住りえ

### スタッフ
- 監督：井筒和幸
- 製作総指揮：坂田信久、武井英彦、佐生哲雄
- 製作：奥山和由、漆戸靖治
- プロデューサー：塩谷憲昭、榎望、藤本鈴子、矢島孝
- 脚本：西岡琢也、井筒和幸
- 原作：景山民夫
- 撮影：浜田毅
- 美術：細石照美
- 照明：渡辺孝一
- プロデューサー補：水ノ江知丈
- 音楽：藤野浩一、THE THRILL
- 音楽プロデューサー：佐々木麻美子
- 録音：鈴木肇
- 編集：冨田伸子
- 助監督：小笠原直樹
- スクリプター：湯田恵美子
- 製作：松竹、日本テレビ

### メディア
- 『さすらいのトラブルバスター』(VHS)
販売元：松竹ホームビデオ
VHS発売日：1997年5月18日
時間：91分
画面サイズ：1.78:1、ワイドスクリーン
規格番号：SF-9474
EAN 4988105912434
ASIN B00005G2V8